# Fleur du désert
Pour plus de détails, voir Fiche technique et Distribution.
Fleur du désert (anglais : Desert Flower ; allemand : Wüstenblume) est un film biographique allemand, réalisé par Sherry Hormann, sorti en 2009,.
Le film est basé sur l'autobiographie éponyme de Waris Dirie,, Fleur du désert : du désert de Somalie à l'univers des top-models, publiée en 1998.
Le film est utilisé pour les campagnes de lutte contre les mutilations génitales féminines, en particulier celles de la Desert flower foundation créée par Waris Dirie.

## Synopsis
Waris Dirie (Liya Kebede) est née en 1965 dans la région de Gallacio, dans le désert somalien. Issue d'une famille de nomades somaliens, Waris connaît une enfance rude mais heureuse car entourée des siens. À l'âge de 3 ans, elle est excisée et infibulée au nom de la tradition. Elle a 13 ans quand son père décide de la marier avec un vieillard dont elle sera alors la quatrième épouse. L'homme propose 4 chameaux en échange. La jeune adolescente prend la fuite durant la nuit. Traversant le désert au péril de sa vie, elle atteint la ville de Mogadiscio et retrouve sa grand-mère. Cette dernière lui fait quitter le pays en lui trouvant un poste de « bonne à tout faire » à l'ambassade de Somalie à Londres, chez son oncle. Waris y travaille pendant 6 ans, telle une esclave, totalement recluse et coupée du monde extérieur. Elle y est traitée comme une étrangère. Son oncle, l'ambassadeur de Somalie, ne la considère pas de sa famille.
Quand la guerre civile éclate en Somalie, l'ambassade ferme. Waris se retrouve livrée à elle-même dans les rues de Londres, ne sachant pas un mot d'anglais. C'est alors qu'elle rencontre Marilyn (Sally Hawkins) avec qui elle se lie d'amitié. Cette jeune femme l'héberge et l'aide à trouver un emploi. Travaillant dans un fast food, Waris est remarquée par le célèbre photographe de mode Terry Donaldson (Terence Donovan dans la vraie vie, incarné par Timothy Spall). Grâce à lui, elle rejoint une agence de mannequins. Malgré de nombreuses péripéties, elle devient rapidement l'un des plus grands top models au niveau international. Elle profite alors de sa célébrité pour dénoncer les mutilations génitales féminines.

## Fiche technique
Sauf indication contraire, les informations mentionnées dans cette section peuvent être confirmées par la base de données cinématographiques IMDb,  présente dans la section « Liens externes ».
- Titre français : Fleur du désert
- Titre original anglais : Desert Flower
- Titre allemand : Wüstenblume
- Réalisation : Sherry Hormann
- Scénario : Sherry Hormann, d'après l'autobiographie éponyme de Waris Dirie.
- Casting : John Hubbard, Ros Hubbard
- Direction artistique : Matthias Klemme
- Décors : Jamie Leonard
- Costumes : Gabriele Binder
- Son : Josef Steinbüchel
- Photographie : Ken Kelsch (en)
- Montage : Clara Fabry
- Musique : Martin Todsharow
- Production : Peter Herrmann
- Sociétés de production : Desert Flower Filmproductions, Majestic Filmproduktion, MTM West Television & Film, Dor Film Produktionsgesellschaft, Desert Flower, ARD Degeto Film, BAC Films, Backup Films, BSI International Invest, Mr. Brown Entertainment, Torus
- Sociétés de distribution :20th Century Fox Home Entertainment, BAC Films, Bayerischer Rundfunk (BR), Filmladen, Majestic Filmverleih, Österreichischer Rundfunk (ORF)
- Société d'effets spéciaux : CA Scanline Production
- Pays d'origine :  Allemagne,  Autriche,  France,  Royaume-Uni
- Langues : anglais, français, somali
- Format : couleur - 1,85:1 - DTS / Dolby Digital / SDDS - 35 mm
- Genre : biographique, drame
- Durée : 120 minutes (2 h 00)
- Dates de sorties en salles :
  -  France : 10 mars 2010
  -  Allemagne : 16 septembre 2009 (Festival international du film d'Oldenbourg), 24 septembre 2009
  -  Autriche : 9 octobre 2009

## Distribution
- Liya Kebede[8],[9] : Waris Dirie
- Sally Hawkins : Marilyn
- Craig Parkinson : Neil
- Meera Syal : Pushpa Patel
- Anthony Mackie : Harold Jackson
- Juliet Stevenson : Lucinda
- Timothy Spall : Terry Donaldson
- Soraya Omar-Scego : Waris à 12 ans
- Teresa Churcher (en) : infirmière Anne
- Eckart Friz : Spike
- Prashant Prabhakar : Kami
- Anna Hilgedieck : Tilda
- Matt Kaufman : manager du Burger Bar
- Emma Kay : officière de l'immigration
- Elli : citoyen européen
- Nick Raio : camionneur
- Robert Robalino : propriétaire d'un café
- Chris Wilson : ambassadeur officiel
- Roun Daher Aïnan : Mère de Waris
- Osman Aden Dalieg : Père de Waris
- Tim Seyfi : Simon
- Obsieh Aouled : Mister Galool

## Distinctions
| Année                   | Distinction                                       | Catégorie                 | Nom              | Résultat   |
| ----------------------- | ------------------------------------------------- | ------------------------- | ---------------- | ---------- |
| 18 au 26 septembre 2009 | Festival international du film de Saint-Sébastien | Prix du film européen     | Sherry Hormann   | Lauréat    |
| 15 janvier 2010         | Festival du film bavarois                         | Meilleure production      | Peter Herrmann   | Lauréat    |
| 15 janvier 2010         | Preis der deutschen Filmkritik                    | Meilleure musique de film | Martin Todsharow | Nomination |
| 23 avril 2010           | Deutscher Filmpreis                               | Meilleur film             | Peter Herrmann   | Nomination |